# أسرة تران
أسرة تران (Trần Dynast) (陳朝، Trần Triều) كانت أسرة فيتنامية حكمت فيتنام من عام 1225 إلى عام 1400 (سُميت فيتنام بعد ذلك باسم Đại Việt). تأسست الأسرة عام 1225 عندما تولى الملك تران ثاي تونج (Trần Thلi Tông) العرش بعدما خطط عمه تران ثو دو (Trần Thủ Độ) للإطاحة بحكم أسرة لاي (L Dynasty). حكمت الأسرة دولة فيتنام لمدة 175 عامًا وانتهى حكمها بحلول عام 1400 عندما اضطر الملك ثيو دو (Thiếu Đế) الذي كان عمره خمس سنوات إلى التنازل عن العرش لجده من جهة الأم، هو كوي لاي (Hồ Qu Ly). من ضمن إنجازات أسرة تران، إنها استطاعت التغلب على ثلاث هجمات للمغول وهزيمتهم، ومن أشهر معاركهم الحاسمة ضد المغول هي معركة نهر باتش دانج عام 1288.

## معلومات تاريخية

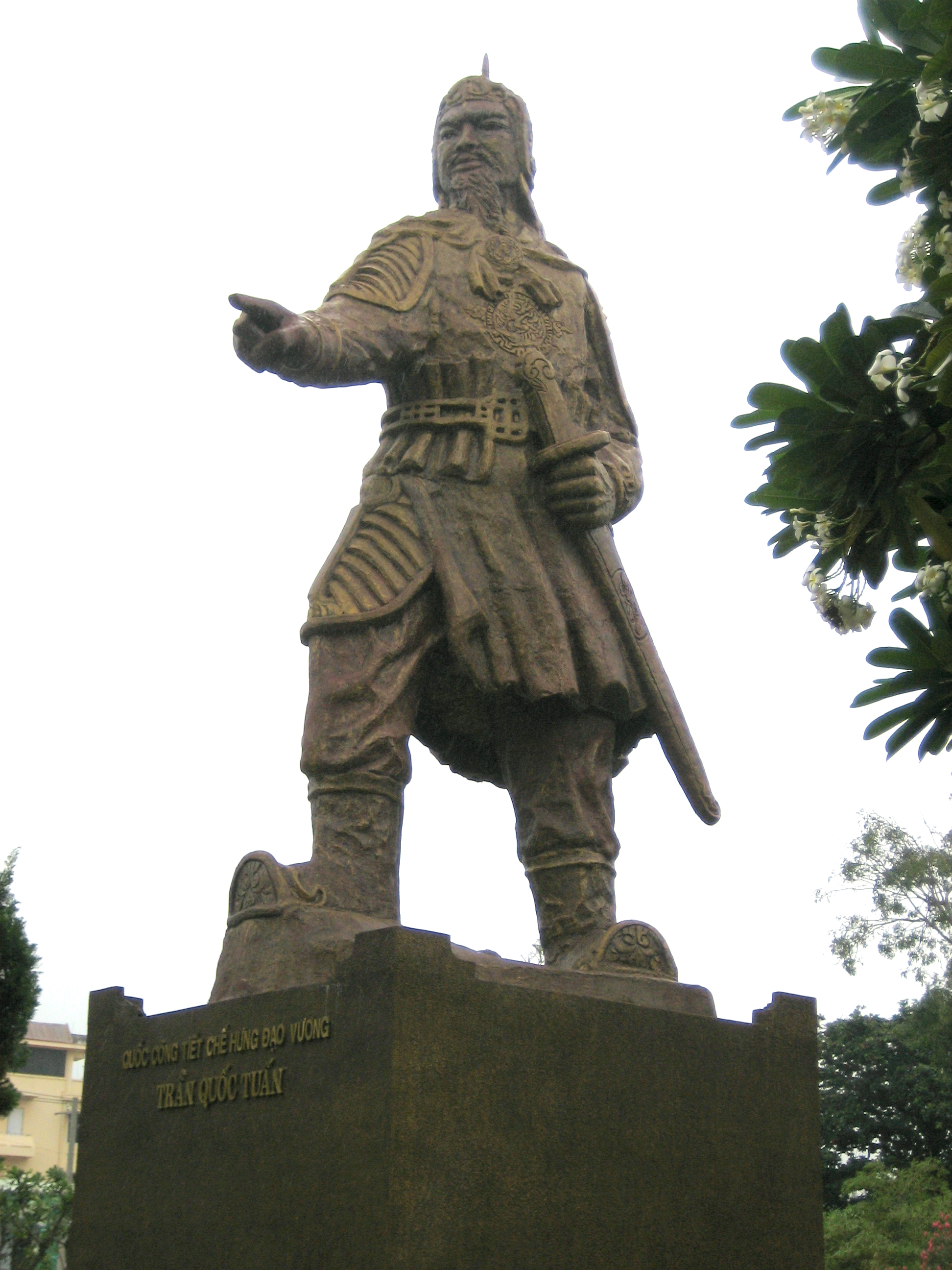
تمثال تران هونغ داو، مدينة فونج تاو، فيتنام.

| 2879–258 | Hồng Bàng Dynasty      |
| 257–207 | Thục Dynasty           |
| 207–111 | Triệu Dynasty          |
| 111–39 | 1st Chinese domination |
| 40–43 | Trưng Sisters          |
| 43–544 | 2nd Chinese domination |
| 544–602 | Early Lý Dynasty       |
| 602–938 | 3rd Chinese domination |
| 939–967 | Ngô Dynasty            |
| 968–980 | Đinh Dynasty           |
| 980–1009 | Early Lê Dynasty       |
| 1009–1225 | Later Lý Dynasty       |
| 1225–1400 | أسرة تران              |
| 1400–1407 | Hồ Dynasty             |
| 1407–1427 | 4th Chinese domination |
| 1428–1527 | Later Lê Dynasty       |
| 1527–1592 | Mạc Dynasty            |
| 1533–1788 | Restored Lê Dynasty    |
| 1545–1787 | • Trịnh Lords          |
| 1558–1777 | • Nguyễn Lords         |
| 1778–1802 | Tây Sơn Dynasty        |
| 1802–1945 | Nguyễn Dynasty         |
| 1858–1945 | • French imperialism   |
| from 1945 | تاريخ فيتنام منذ 1945  |
| \| Further subjects \| Further subjects \| \| ----------------------------------------------------------------------------------------------------------- \| ---------------- \| \| Champa Dynasties \| 192–1832 \| \| Historical capitals Prehistoric cultures List of monarchs Country's names Economic history Military history \| \| \| - ع - ن - ت \| \| |                        |
| Further subjects |                        |
| Champa Dynasties | 192–1832               |
| Historical capitals Prehistoric cultures List of monarchs Country's names Economic history Military history |                        |
| ع ن ت |                        |

| Further subjects                                                                                            | Further subjects |
| --- | ---------------- |
| Champa Dynasties                                                                                            | 192–1832         |
| Historical capitals Prehistoric cultures List of monarchs Country's names Economic history Military history |                  |
| ع ن ت |                  |

### النشأة والتأسيس
تران كنه (Trần Kinh) هو مؤسس عشيرة تران في مملكة داي فيت (Đại Việt) أي فيتنام الكبرى، وهو من قرية توك ماك (Tức Mặc) (التي تُسمى الآن ماي لوك (Mỹ Lộc)، إقليم نام دنه (Nam Định)) وكان يعمل بالصيد. وبعد ثلاثة أجيال في مملكة داي فيت، أصبحت عشيرة تران عشيرة قوية وغنية تحت حكم تران لاي (Trần L) الذي كان حفيد تران كنه. قرر ولي العهد لاي سام (L Sảm) اللجوء إلى عائلة تران لاي والزواج من ابنته الجميلة تران ثاي دونج (Trần Thị Dung) عام 1209 خلال الوقت المتأزم لحكم لاي كاو تونج (L Cao Tông). وقامت أسرة تران بعد ذلك بمساعدة لاي كاو تونج ولاي سام في استرجاع العرش في مدينة ثانج لونج (Thăng Long)؛ لذلك عين الإمبراطور عددًا من أفراد عشيرة تران في مراكز مرموقة في الديوان الملكي، منهم: تو ترونج تو (Tô Trung Từ) وهو عم تران ثاي دونج، وتران تو خانه (Trần Tự Khلnh) وتران ثوا (Trần Thừa) وهما ابنا تران لاي. وبعد وفاة لاي كاو تونج، تم تتويج ولي العهد لاي سام وتولى العرش كـلاي هوي تونج (L Huệ Tông) عام 1211. ومنذ هذا الوقت، بدأت منزلة أسرة تران في البلاط الملكي في الارتفاع.
استمر الإمبراطور لاي هوي تونج يعاني من خلل عقلي لفترة طويلة لذلك قرر أخيرًا التنازل عن عرش أسرة لاي لـولية العهد الإمبراطورة، لاي تشيو هونج (Lý Chiêu Hoàng) في أكتوبر 1224 حسب التوقيت القمري. اعتلت الإمبراطورة لاي تشيو هونج العرش عن عمر يناهز ست سنوات فقط، فأدى صغر سنها إلى سيطرة قائد الحرس الملكي تران ثو دو على الحكم بالكامل. فحتى خدم الإمبراطورة الملكة كان يقوم هو باختيارهم، وكان أحدهم هو تران كانه (Trần Cảnh) ابن أخيه وعمره سبع سنوات. وعندما قام تران كانه بإخبار تران ثو دو أن الإمبراطورة الملكة لديها مشاعر تجاهه، اغتنم قائد أسرة تران الفرصة فورًا لينفذ خطته ويقوم بالإطاحة بحكم أسرة لاي ويؤسس أسرة جديد تحكمها عشيرته. قام تران ثو دو أولاً بنقل عشيرته كلها إلى القصر الملكي ورتب زواجًا سريًا بين لاي تشيو هونج وتران كانه في القصر، دون حضور أي شخص من أسرة لاي الملكية. وبعد ذلك، أعلن الزواج ووضع البلاط الملكي أمام الأمر الواقع وأجبر لاي تشيو هونج أن تتنازل عن العرش لزوجها الجديد لأنها غير قادرة على شغل منصبها، وتم اختيار تران كانه ليكون خليفتها. وبهذا انتهى حكم أسرة لاي الذي دام 216 عامًا وبدأ حكم أسرة تران في اليوم الأول للشهر القمري الثاني عشر (تبعًا للتقويم الغريغوري: 31 ديسمبر) عام 1225.

### أسرة تران المبكرة
بعد انهيار أسرة لاي، استمر خوف تران ثو دو من أن يتمكن المعارضون السياسيون لأسرة تران الجديدة من الإطاحة بها. لذلك استمر في القضاء على أفراد أسرة لاي الملكية دون رحمة. فبدأ بالإمبراطور السابق لاي هوي تونج في الشهر القمري العاشر لعام 1226، ثم أمر بذبح مجموعة أخرى من أفراد أسرة لاي الملكية في الشهر القمري الثامن لعام 1232.
اعتلى تران ثاي تونج العرش عندما كان عمره ثمان سنوات فقط وكان هناك تمرد وعصيان في مملكة داي فيت في ذلك الوقت، لذلك كان على تران ثو دو أن يُكرس كل جهوده لتعزيز حكم ثاي تونج في الديوان الملكي وفي البلد بأكملها. قام نجوين نون (Nguyễn Nộn) ودوان ثوونج (Đoàn Thượng) بثورة في المنطقتين الجبليتين، باك جيانج (Bắc Giang) وهاي دوونج (Hải Dương) بمجرد تتويج الإمبراطور ثاي تونج عام 1226. استطاع تران ثو دو أن يخمد هذه الثورة عام 1229 بطرق عسكرية ودبلوماسية مثل إرسال الجيش إلى أماكن الثورة ومنح لقب الأمير لاثنين من قواد الثورة (فوونج (Vương)).
طبقًا للنص التاريخي Đại Việt sử kي toàn thư، تأخر ثاي تونج وزوجته، الإمبراطورة تشيو ثانه (Chiêu Thلnh) في إنجاب طفلهما الأول. وأقلق هذا الموقف رئيس الوزراء، تران ثو دو على أسرة تران لأنه استغل ظروفًا مشابهة مع الإمبراطور لاي هوي تونج في إسقاط أسرة لاي. لذلك قرر تران ثو دو عام 1237 أن يُجبر أمير هواي (Hoài)، تران ليو (Trần Liễu)، الأخ الأكبر لثاي تونج، أن يتنازل عن زوجته الأميرة ثوان ثين (Thuận Thiên) للإمبراطور وهي حامل بالأمير تران كووك خانج (Trần Quốc Khang) في ثلاثة شهور. بعد الزواج الملكي، لُقبت ثوان ثين بإمبراطورة أسرة تران الجديدة بينما هبطت منزلة تشيو ثانه إلى أميرة. ثار غضب تران ليو بسبب فقدانه لزوجته الحامل فقام بثورة ضد الأسرة الملكية. وفي هذه الأثناء شَعر ثاي تونج بالحرج من موقفه وقرر أن يترهبن على جبل ين تو (Yên Tử) في مقاطعة كوانج ننه (Quảng Ninh). واستطاع تران ثو دو بعد مشقة أن يقنع ثاي تونج بالرجوع إلى العرش وبأن تران ليو سوف يستسلم لأنه لن يستطيع المواجهة بسبب ضعف قوته. حيث قام تران ثو دو بقتل جميع من شارك تران ليو في ثورته وأراد أن يقطع رأس تران ليو نفسه ولكن أوقفه ثاي تونج.

### غزوات المغول
واجهت أسرة تران أول غزو مغولي على داي فيت عام 1257. في بداية الحرب، تكبد جيش داي فيت خسائر عديدة من القوة المسيطرة التي خضعت لها مساحات واسعة في قارة آسيا. وسيطر الخوف على كثير من الضباط ذوي الرتب العالية في الأسرة لدرجة أن أمير خام ثين (Khâm Thiên)، تران نهات هيو (Trần Nhật Hiệu)، الأخ الأصغر لثاي تونج، اقترح على الإمبراطور أن يهربوا من مملكة داي فيت إلى أسرة سونغ. ولكن بفضل الإيمان الثابت الذي تحلى به الإمبراطور ثاي تونج، ورئيس الوزراء، تران ثو دو، وقواد الجيش البارعين مثل: أمير هونج داو (Hưng Đạo)، تران كوك توان (Trần Quốc Tuấn) ولو فو تران (Lê Phụ Trần) استطاعت أسرة تران صد الغزو واستعادة السلام في داي فيت في الشهر القمري الثاني عشر من عام 1257.
في الشهر القمري الثاني عشر لعام 1284، بدأ غزو يوان الثاني لداي فيت تحت قيادة أمير قوبلاي خان توغان (Toghan). تمت مهاجمة داي فيت من اتجاهين، من الحدود الشمالية بقيادة توغان نفسه لغزو المشاة بينما تقدم الأسطول البحري ليوان تحت قيادة الجنرال سوجتو (Sogetu) من الحدود الجنوبية عبر أراضي تشامبا. في البداية، كان على تران ثانه تونغ وتران نهان تونج أن يأمرا الجيش بالتراجع لتجنب الضغط من قوات يوان عندما أمر أمير شيو منه تران كوانغ خاي (Trần Quang Khải) قواته بمحاولة اعتراض أسطول سوجتو وصده في مقاطعة نغي ان. وفي الوقت ذاته انشق العديد من كبار المسؤولين وأعضاء من العائلة المالكة لسلالة تران الحاكمة وانحازوا إلى جانب يوان، وكان من بينهم شقيق ثانه تونغ نفسه، أمير شيو كوك (تران ايش تاك (Trần حch Tắc)) وتران كيين (Trần Kiện)، وهو ابن أمير تينه كوك (تران كوك خانغ (Trần Quốc Khang)). ولضمان سلامة ثانه تونغ ونهان تونغ أثناء انسحابهما، قُدِّمت الأميرة آن تو (An Tư) كهدية لتسلية الأمير توغان بينما تم القبض على ماركيز باو نجيا (تران بينه ترونج (Trần Bىnh Trọng)) وقتله في وقتٍ لاحق في معركة دا ماك أثناء دفاعه عن الإمبراطورين. وعند الحدود الجنوبية، كان على تران كانغ كاي أن يتراجع تحت ضغط أسطول سوجتو وانشقاق محافظ نغي آن. بدأ هذا الوضع الحرج لمملكة تران في التغير بعد الانتصار الذي حققته في معركة هام تو في الشهر القمري الرابع لعام 1285، حيث تمكنت القوات أخيرًا بقيادة تران نهات دوات (Trần Nhật Duật)، والأمير تشو ثانه، وتران كوك توان (Trần Quốc Toản)، ونجوين خواي (Nguyễn Khoلi) من هزيمة أسطول الجنرال سوجتو. في اليوم العاشر من الشهر القمري الرابع لعام 1285، خاض تران كوانغ خاي (Trần Quang Khải) معركة حاسمة في تشونغ دونغ حيث تم تقريبًا تدمير أسطول يوان البحري وكان التعادل في أرض المعركة لصالح مملكة تران. وبعد مرور عشرة أيام قُتل سوجتو وعاد الإمبراطور نهان تونغ والإمبراطور المتقاعد ثانه تونغ إلى العاصمة، ثانغ لونغ، وذلك في اليوم السادس من الشهر القمري السادس لعام 1285.
في الشهر القمري الثالث لعام 1287، شنت مملكة يوان غزوها الثالث على داي فيت  هذه المرة، على عكس ما حدث في الغزو الثاني، أكد القائد الأعلى الأمير هونغ داو (تران كوك توان) للإمبراطور أن قوات داي فيت يمكن أن تنتصر بسهولة على حملة يوان العسكرية. وانتهى هذا الغزو بالفعل بعد عامٍ واحد بهزيمة كارثية لأسطول يوان البحري في معركة داش تانغ في اليوم الثامن من الشهر القمري الثامن لعام 1288. إلى جانب تران كوك توان، كان من بين الجنرالات البارزين كذلك من عائلة تران الحاكمة في هذا الوقت أمير نهان هوى تران خانة دو (Trần Khلnh Dư) الذي دمر القافلة اللوجستية التابعة لأسطول يوان البحري في معركة فان دون أو الجنرال فام نغو لاو (Phạm Ngũ Lمo) الذي تولى مهمة نصب كمين لقوات الأمير توغان أثناء انسحابها.

### السلام والتوسع جنوبًا
وبعد ما عاناه أهل داي فيت أثناء الغزوات الثلاث، استطاعوا أخيرًا أن يشهدوا فترة طويلة من الرخاء والسلام أثناء عهد تران آنه تونغ وتران مينه تونغ وتران هين تونغ. كان آنه تونغ أول إمبراطور في أسرة تران يحكم بدون الحاجة إلى مواجهة الهجمات التي تشنها إمبراطورية المغول وعلى الرغم من وفاة اثنين من أهم جنرالات مملكة تران، وهما تران كوانغ خاي الذي توفي عام 1294 وتران كوك توان الذي توفي عام 1300، إلا أن الإمبراطور ظل يخدمه العديد من كبار الموظفين ذوي الكفاءة مثل تران نهات دوات، ودوان نهو هاي وفام نغو لاو وترونغ هان سيو وماك دينه تشي وكذلك نغوين ترونغ نجان. كان آنه تونغ صارمًا جدًا في قمع القمار والفساد لكنه أيضًا كان يكافئ بسخاء من يخدمه بإخلاص.
في عام 1306، قدم ملك تشامبا، تشي مان (Chế Mân)، لفيتنام إقليمي «أو» و«لي»، في مقابل الزواج من الأميرة الفيتنامية هواين تران (Huyền Trân). قَبِل آنه تونغ العرض، وبعد أن أخذ إقليمي «أو» و«لي» أعاد تسميتهما لتصبحا مقاطعة ثوان ومقاطعة هوا. وبدأت الإشارة فيما بعد إلى هاتين المقاطعتين إجمالاً باسم منطقة ثوان هوا. وبعد عام واحد فقط من الزواج، توفي تشي مان، ووفقًا للتقاليد الملكية في تشامبا، كان من المقرر أن تخضع هواين تران لـوتحرق مع زوجها. ولمواجهة هذا الموقف العاجل، أرسل آنه تونغ كبير موظفيه تران خاك تشونغ (Trần Khắc Chung) إلى تشامبا لينقذ هواين تران ويحميها من الموت الوشيك. وأخيرًا تمكنت هواين تران من العودة إلى داي فيت لكن تشي تشي (Chế Chي)، خليفة تشي مان، لم يعد راغبًا في الالتزام بمعاهدة السلام مع داي فيت. وبعد هذا الحدث، أمر آنه تونغ نفسه، مع الجنرالات تران كوك تشان وتران خانه دو، ثلاث مجموعات من الوحدات العسكرية لداي فيت بأن يشنوا هجومًا على تشامبا في عام 1312. هُزم تشي تشي في هذا الغزو وتم أسره، وعَين آنه تونغ خليفة له هناك، لكن العلاقات بين داي فيت وتشامبا ظلت متوترة لفترة طويلة بعد ذلك.

### الانهيار
وبعد وفاة الإمبراطور المتقاعد تران مينه تونغ في عام 1357، بدأت مملكة تران السقوط من المعاناة في عهد تران دو تونغ. بينما كان كل شيء على ما يرام تحت وصاية مينه تونغ، شهدت البلاد في عهد دو تونغ حالة من الإنفاق ببذخ على بناء العديد من القصور الفاخرة والرفاهيات الأخرى. وأدخل دو تونغ المسرح، الذي اُعتبِر في هذا الوقت من وسائل الترف المخزية، في البلاط الملكي. توفي الإمبراطور في اليوم الخامس والعشرين في الشهر القمري الخامس في عام 1369، عن عمر يناهز 28 عامًا، بعد أن عين ابن أخيه دونغ نهات لي (Dương Nhật Lễ) على الرغم من أنه لم يكن ينتمي لأسرة تران.
كما فعل سالفه دو تونغ، أهمل نهات لي مهامه الإدارية وصب تركيزه فقط على الشرب، والمسرح، والتجول. حتى أنه كان يريد تغيير اسم عائلته مرة أخرى لاسم دونغ. وكانت مثل هذه الأنشطة مخيبة لآمال الجميع في البلاط الملكي. هذا ما دفع رئيس الوزراء تران نجوين تراك (Trần Nguyên Trلc) وابنه تران نجوين تيت (Trần Nguyên Tiết) إلى التخطيط لاغتيال نهات لي، لكن الإمبراطور كشف مؤامرتهم وتم قتلهم بعد ذلك. في الشهر القمري العاشر لعام 1370، وبعد تلقي النصيحة من عدد من كبار الموظفين وأعضاء العائلة المالكة، قرر حمو الإمبراطور، تران فو، حشد الجيش بغرض الإطاحة بنهات لي. وبعد شهر، نجحت خطته وأصبح تران فو هو الإمبراطور الجديد لداي فيت، كما حكم تران نغي تونغ، بينما خُفضت منزلة نهات لي ليصبح دوق هون دوك (هون دوك كونغ) وقُتل بعد ذلك بأمر من نغي تونغ.
وبعد وفاة هون دوك كونغ، توجهت والدته إلى تشامبا وتوسلت إلى ملكها تشي بونغ نجا (Chế Bồng Nga) لكي يهاجم داي فيت. استغل تشي بونغ نجا ما تعانيه البلاد المجاورة من حالة عدم الاستقرار السياسي، وأمر قواته بالهجوم مباشرةً على ثانغ لونغ، عاصمة داي فيت. لم يستطع جيش تران الصمود أمام هذا الهجوم واضطر من كان في البلاط الملكي إلى الهروب من ثانغ لونغ، مهيئين بذلك فرصة جيدة لتشي بونغ نجا لنهب العاصمة بعنف قبل الانسحاب. في الشهر القمري الثاني عشر لعام 1376 قرر الإمبراطور تران ديو تونغ أن يقود شخصيًا حملة عسكرية ضد تشامبا. وفي النهاية، انتهت الحملة بهزيمة كارثية لجيش داي فيت في معركة دو بان، التي قُتل فيها الإمبراطور نفسه، والعديد من الجنرالات وكبار موظفي مملكة تران، على يد قوات تشام. لم يتمكن خليفة ديو تونغ، تران في دي (Trần Phế Đế)، ولا الإمبراطور المتقاعد نغي تونغ، من صد هجمات تشي بونغ نجا على داي فيت. ونتيجة لذلك قرر نغي تونغ أن يخفي أمواله في لانغ سن، خوفًا من أن تتمكن قوات تشي بونغ نجا من السطو على القصر الملكي في ثانغ لونغ وتدميره. في 1389 عين نغي تونغ الجنرال تران خات تشان (Trần Khلt Chân) ليتولى مسؤولية اعتراض تشامبا. في الشهر القمري الأول من عام 1390، استطاع تران خان تشان أن يحقق انتصارًا ساحقًا على تشامبا والذي كان من نتائجه وفاة تشي بونغ نجا واستقرار الوضع في الجزء الجنوبي من داي فيت.

### سقوط الأسرة الحاكمة
خلال حكم تران نجي تونج (Trần Nghệ Tông)، تم تعيين هو كوي لي (Hồ Quý Ly) في واحدٍ من أرفع المناصب في البلاط الملكي، وهو مسؤول لديه عمتان مُلقَّبتان بشريكات مينه تونج (Minh Tông). وبالرغم من تورطه في قتل الإمبراطور ديو تونج (Duệ Tông)، إلا أنه ظل حائزًا على ثقة نجي تونج وأصبح يملك المزيد والمزيد من النفوذ في البلاط الملكي. وأدى ذلك إلى تآمر الإمبراطور تران في دي (Trần Phế Đế) مع الوزير تران نجاك (Trần Ngạc) للحد من نفوذ هو كوي لي في محاولة لمواجهة صعوده الجامح في البلاط، ولكن استبق هو كوي لي تلك المؤامرة من خلال شن حملة تشهير بالإمبراطور، مما أدى إلى جعل نجي تونج يقرر استبداله بـتران توان تونج وخفض منزلة في دي إلى أمير لينه داك في ديسمبر 1388. توفي تران نجي تونج في الخامس عشر من الشهر القمري الثاني عشر، 1394 عن عمر يناهز ثلاثة وسبعين عامًا تاركًا البلاط الملكي تحت السيطرة التامة لهو كوي لي. وبدأ في إصلاح النظم الإدارية والرقابية لأسرة تران الحاكمة، وقام في النهاية بإجبار ترا توان تونج (Trần Thuận Tông) على تغيير العاصمة من تانج لونج (Thăng Long) إلى تانه هوا (Thanh Hóa) في يناير 1397.
وفي منتصف الشهر القمري الثالث، عام 1398، اضطر توان تونج إلى التنازل عن العرش تحت ضغط من هو كوي لي لابنه تران آن (Trần An)، المعروف الآن بـتران ثيو دي (Trần Thiếu Đế) ولُقِّب بالإمبراطور المعزول فقط في سن الواحد والعشرين. وبعد عامٍ واحد من تنازله عن العرش، قُتِل توان تونج بناءً على أوامر هو كوي لي. وأقر أيضًا هو كوي لي إعدام أكثر من 370 شخصًا كانوا قد عارضوا سيطرته على البلاط الملكي، بما في ذلك العديد من الماندرين البارزين (ذوي مكانة عالية في الإمبراطورية الصينية) وأقارب الإمبراطور وعائلاتهم، مثل تران كات تشان (Trần Khát Chân)، وتران هانج (Trần Hãng)، وفام كا فينه (Phạm Khả Vĩnh)، ولونج نجوين بوو (Lương Nguyên Bưu). وجاءت نهاية أسرة تران الحاكمة في اليوم الثامن والعشرين من الشهر القمري الثاني (23 مارس: ميلادية) عام 1400، عندما قرر هو كوي لي الإطاحة بثيو دي وتأسيس سلالة حاكمة جديدة، وهي سلالة هو الحاكمة (Hồ Dynasty). ونظرًا لكون ثيو دي حفيدًا لهو كوي لي، فقد تم خفض منزلته بدلاً من أن يُقتَل مثل أبيه.

## الاقتصاد
في محاولة لاستعادة اقتصاد البلد الذي كان قد تأذَّى بشدة خلال الفترة المضطربة في نهاية حكم أسرة لي، قرر الإمبراطور تران تاي تونج (Trần Thái Tông) إصلاح نظام فرض الضرائب في البلاد من خلال اقتراح ضريبة فردية جديدة (توي تان (thuế thân)) فُرِضت على كل فرد وفقًا لمساحة الأرض المزروعة التي يمتلكها. فعلى سبيل المثال، وجب على المزارع الذي يمتلك واحدًا أو اثنين ماو (mẫu)، الذي يساوي 3,600 إلى 7,200 متر مربع (39,000 إلى 78,000 قدم2)، أن يدفع كوان (quan) واحدًا سنويًا، بينما وجب على من يملك حتى أربعة ماوز (mẫus) أن يدفع اثنين من الكوان. وبجانب الضرائب الفردية، أُجبِر الفلاحون على دفع ضريبة الأرض فيما يتعلق بالأرز الذي كان يتم حسابه من خلال تصنيف الأرض. ويكشف كتاب أثري واحد عن أن أسرة تران الحاكمة فرضت الضرائب على كل شيء، بدايةً من الأسماك والفواكه وحتى الـتنبول. وقد تم تقسيم دافعي الضرائب إلى ثلاث فئات: القُصَّر (tiểu hoàng nam، من سن 18 إلى 20)، والبالغين (đại hoàng namمن سن 20 إلى 60)، وكبار السن (lão hạng فوق سن الـ 60). خلال حكم تران تانه تونج (Trần Thánh Tông)، كان يأمر الإمبراطور أعضاء جماعة تران والعائلة المالكة بالاستفادة من أراضيهم الممنوحة لهم استفادة تامة عن طريق تشغيل الفقراء لزراعتها. كانت الفيضانات تدمر أراضي داي فيت (Đại Việt)، ولذلك، أمر تران تاي تونج أتباعه بإنشاء نظام جديد للـسدود بطول النهر الأحمر من أجل ضمان زراعة أكثر استقرارًا. وكان يتم تعويض الفلاحين الذين يضحون بأراضيهم من أجل إنشاء السدود بنفس قيمة الأرض. كما عيَّن الإمبراطور مسؤولاً مستقلًا لإدارة هذا النظام.
وفي نهايات حكم أسرة تران، بدأ هو كوي لي في تنفيذ خططه لإصلاح اقتصاد داي فيت حيث كان لديه قوة مطلقة في البلاط الملكي آنذاك. وكان التغيير الأكثر أهمية خلال تلك الفترة هو استبدال العملة المعدنية بـالعملة الورقية في عام 1396. وكانت المرة الأولى في تاريخ فيتنام التي يتم فيها استخدام العملة الورقية في التجارة.

## الثقافة

### الأدب
كان أدب تران يُعتبر أرقى من أدب لي من ناحيتي الكيف والكم. بدايةً، فإن أغلب أفراد جماعة تران كانوا صيادين بلا أي تعمق في المعرفة. فعلى سبيل المثال، تم تقييم تران ثو دو (Trần Thủ Độ) في Đại Việt sử ký toàn thư، وهو مؤسس أسرة تران الحاكمة، باعتباره رجلاً سطحي التعليم. ولكن بعد اغتصاب السلطة من أسرة لي الحاكمة، حرص أباطرة تران وأمراء وماركيز (نبلاء) آخرون على توجيه اهتمام خاص للثقافة بشكل دائم، خاصةً الأدب. كانت المدرسة الوطنية والمدرسة البوذية مدرستين هامتين من مدارس الأدب خلال حكم أسرة تران الحاكمة. ألَّف المستشار الكبير تران كوانج (Trần Quang) قصيدة بعنوان Tụng giá hoàn kinh (عودة إلى العاصمة) تخليدًا لذكرى انتصار دي فيت على الغزو المنغولي الثاني، وتُعتبر تلك القصيدة واحدة من أفضل الأمثلة على الأدب الوطني الفيتنامي خلال عصر الأسرة الحاكمة. وتمثلت الوطنية أيضًا في أدب تران من خلال البيان Hịch tướng sĩ (بيان إلى الجنود)، الذي كتبه الجنرال تران كويك توان (Trần Quốc Tuấn)، وكان أكثر الأعمال شعبية في فن الـhịch (نداء، دعوة) في الأدب الفيتنامي. بالإضافة إلى أعضاء جماعة تران، كان هناك العديد من الماندارينز والباحثين الذين اشتهروا بالأعمال الوطنية، مثل: ترونج هان سيو (Trương Hán Siêu)، وهو مؤلف بارز لشكل الـphú،  أو الجنرال فام نجو لاو (Phạm Ngũ Lão) بقصيدته الشهيرة Thuật hoài. وكانت البوذية في الواقع هي الديانة القومية لأسرة تران الحاكمة، وكان هناك العديد من الأعمال الأدبية لتران والتي عبَّرت عن روح البوذية وزن (Zen)، وخاصةً أعمال الإمبراطور تران نهان تونج (Trần Nhân Tông) ورواد آخرين لمدرسة تروك لام (Trúc Lâm). بجانب الأدب الذي ألفه الأرستقراطيون، تم تجميع المؤلفات الشعبية من الخرافات، والأساطير، وقصص الأشباح في Việt điện u linh tập لـلي تيكسوين (Lý Tế Xuyên) وLĩnh Nam chích quái لـتران ذا فاب (Trần Thế Pháp). وقد حملت هاتين المجموعتين قيمة كبيرة، ليس بالنسبة للثقافة الـشعبية فحسب، ولكن أيضًا بالنسبة لتاريخ فيتنام المبكر.
لقد لعب أدب تران دورًا خاصًا في تاريخ الأدب الفيتنامي نظرًا لتقديمه وتطويره لـلغة الفيتنامية أدب (Quốc ngữ) المكتوب بلغة تشو نوم. وقبل أسرة تران الحاكمة، كانت اللغة الفيتنامية هي اللغة الوحيدة المستخدمة في التاريخ الشفهي أو الأمثال. واستخدمت اللغة الفيتنامية لأول مرة كلغة ثانية في المخطوطات الرسمية الخاصة بالبلاط الملكي، بجانب اللغة الصينية، تحت حكم الإمبراطور تران نهان تونج. لقد كان هان ثوين (Hàn Thuyên)، وهو مسؤول لدى نهان تونج، أول من ألف أعماله الأدبية باللغة الفيتنامية، وكانت أول قصيدة مدوّنة له مكتوبة بـلغة chữ Nôm. فهو يُعتبر الرائد الذي قدَّم تشو نوم في الأدب. بعد هان ثوين، استخدم باحثو تران chữ Nôm بشكلٍ متطور في تأليف الأدب الفيتنامي، مثل: تشو فان آن (Chu Văn An) ومجموعة Quốc ngữ thi tập (مجموعة قصائد اللغة القومية)، أو هو كوي لي الذي كتب Quốc ngữ thi nghĩa ليشرح Shi Jing باللغة الفيتنامية. كانت إنجازات الأدب الفيتنامي خلال عصر تران هي الأساس اللازم لتطور اللغة في أدب فيتنام اللاحق.

### ممارسة الفنون
تُعتبر أسر لي وتران الحاكمة هي العصر الذهبي للموسيقى والثقافة. وبالرغم من أنه كان يُنظَر للمسرح باعتباره متعة شائنة، فقد تطور بسرعة في نهايات أسرة تران الحاكمة من خلال الدور الذي لعبه لي نجوين كات (Lý Nguyên Cát) (Li Yuan Ki)، وهو جندي صيني أسير ولكن تم العفو عنه لموهبته في المسرح. وكان لي نجوين كات هو من جاء بكثيرٍ من ملامح المسرح الصيني في ممارسة فنون دي فيت، مثل: القصص، والملابس، والأدوار، والألعاب البهلوانية. ولهذا السبب، يُعتبر لي نجوين كات هو مؤسس فن hát tuồng في فيتنام، وذلك يُعتبر الآن افتراضًا يتحداه الكثيرون لأن hát tuồng وأوبرا بكين كانت مختلفة في كثيرٍ من المفاهيم مثل طريقة استخدام الوجوه، والملابس الملونة، والتقاليد المسرحية. وقد قام تران دو تونج (Trần Dụ Tông) بالتعريف بفن المسرح في البلاط الملكي، وفي النهاية قرر حتى الإمبراطور التنازل عن العرش لدونج نهات لي (Dương Nhật Lễ) الذي ولِدَ لأبوين كانا يقومان بفن hát tuồng.
وقد قام كل من تران كوانج كاي (Trần Quang Khải) وتران نوات دوات (Trần Nhật Duật) بتصميم Múa bài bông (رقصة الورود) لمهرجان هام دام لمدة ثلاثة أيام في ثانج لونج (Thăng Long)، وذلك لتخليد ذكرى النصر على غزو يون في عام 1288. وتتم تأدية تلك الرقصة حتى الوقت الحاضر ولا تزال تؤدَّى في المهرجانات المحلية في المنطقة الشمالية.

## نظام التعليم والاختبارات

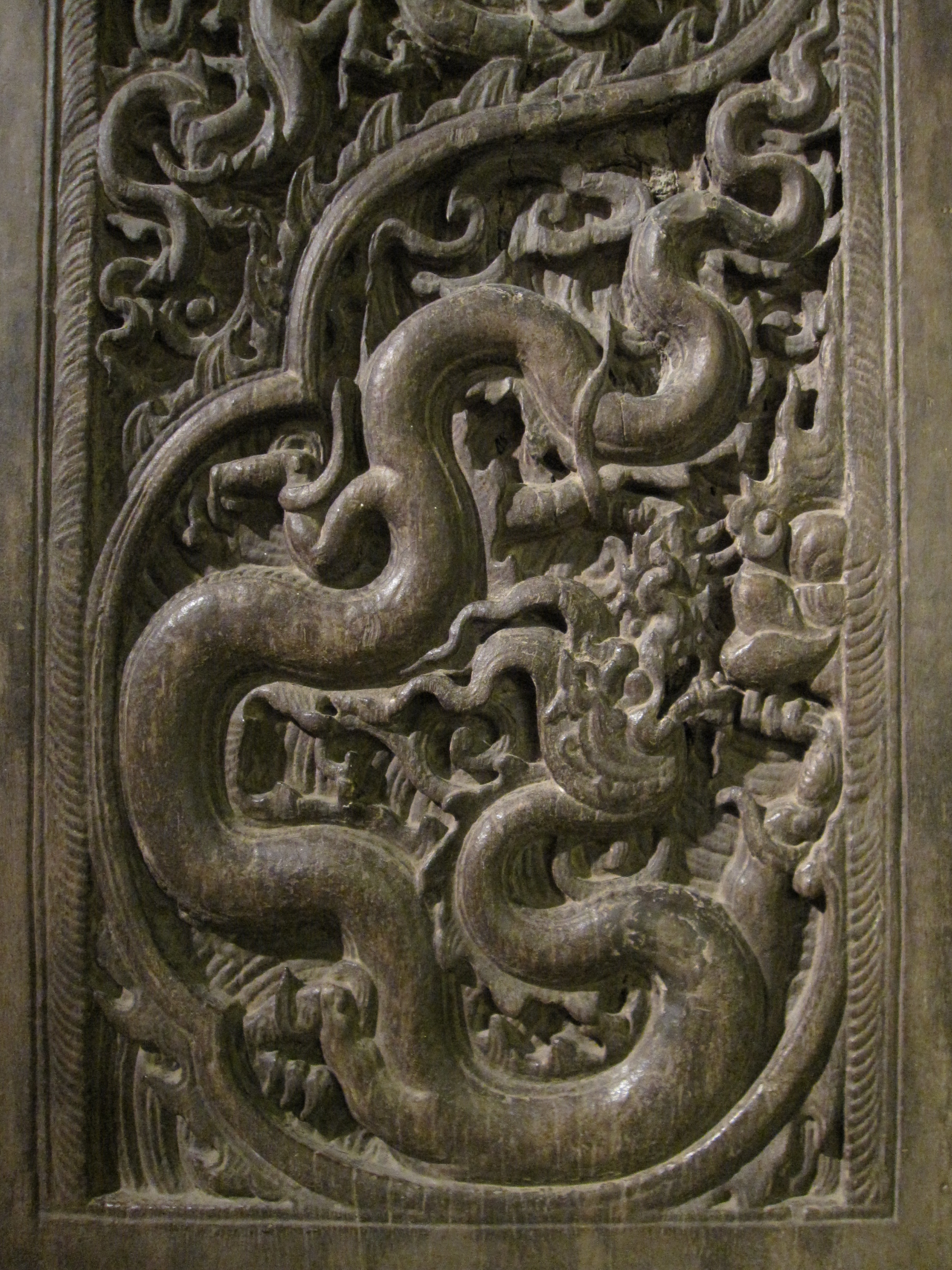
أبواب خشبية منحوتة من باغودة فو مينه، إقليم نام دينه، شمال فيتنام (القرن الثالث عشر-القرن الرابع عشر)

على الرغم من أن الديانة البوذية كانت تُعتبر الدين القومي لأسرة تران، إلا أن تعليم الـكونفشيوسية بدأ في الانتشار في جميع أنحاء البلاد. فقد كانت المناهج الرئيسية التي يتم تدريسها أثناء هذه الفترة الكتب الأربعة والكلاسيكيات الخمسة والتاريخ الشمالي والتي كانت تُدرس في البداية فقط في الباغودات البوذية ثم بالتدريج أصبح التلاميذ يتلقونها في الصفوف الخاصة التي كان ينظمها موظفو الدولة المتقاعدون أو علماء الكونفشيوسية. ومن المحتمل أن يكون المعلم الأكثر شهرةً في أسرة تران هو تشو فان آن (Chu Văn An)، فقد كان موظفًا في الديوان الملكي منذ فترة حكم تران مينه تونج وحتى عهد الإمبراطور تران دو تونج، وكان يخدم أيضًا كأستاذ ملكي لولي العهد الأمير تران فونج (Trần Vượng). خلال عهد الإمبراطور تران تانه تونج، سمح الإمبراطور لشقيقه تران إيتش تاك (Trần حch Tắc) وقد كان حينذاك أميرًا معروفًا عنه الذكاء والمعرفة، بأن يقوم بفتح مدرسته الجديدة في قصر الأمير. وفي هذه المدرسة تدرَّب العديد ممن سيصبحون أبرز موظفي الدولة الكبار (ماندارينز) في البلاط الملكي في المستقبل من أمثال: ماك دينه تشي (Mạc Đĩnh Chi) وبوي فونج (Bùi Phng). أما المدرسة الرسمية لأسرة تران، كوك هوك فين، فقد تأسست في يونيو عام 1253 لتدريس الكتب الأربعة والكلاسيكيات الخمسة للطلبة الملكيين (تاي هوك سينه). وتم افتتاح المدرسة العسكرية، جيانج فو دونج، والتي ركزت على تدريس ما يخص الحرب والمناورات العسكرية في أغسطس من العام ذاته. إلى جانب هذه المدرسة العسكرية، فقد تم بناء أول معبد لرجال العسكرية (فو ميو) في تانج لونج لعبادة جيانج زيا (Jiang Ziya) وجنرالات مشهورين آخرين.
بعد مرور سبع سنوات على تولي أسرة تران للحكم، أمر الإمبراطور تران تاي تونج (Trần Thلi Tông) بالقيام بأول اختبار ملكي في الشهر القمري الثاني من عام 1232، وقد جرى هذا الاختبار على الطلبة الملكيين بهدف اختيار أفضل علماء في داي فيت لشغل العديد من المناصب رفيعة المستوى في البلاط الملكي. وكان من بين أفضل المرشحين في هذا الاختبار ترونج هانه (Trương Hanh) ولوو ديم (Lưu Diễm). وبعد إجراء اختبار ملكي آخر في عام 1239، بدأ الإمبراطور تران في تأسيس نظام اختبارات دورية كل سبع سنوات لكي يتم اختيار طلبة ملكيين من جميع أنحاء البلد. من أكثر الألقاب المرموقة التي حظي بها هذا الاختبار تام خوي (أول ثلاثة ناجحين)، والذي تألف من أسماء أول ثلاثة مرشحين احتلوا المركز الأول والثاني والثالث في الاختبار وأسماء الألقاب على التوالي: ترانج نجوين (狀元، مثالُ الدولة)، وبانج نهان (榜眼، محور ارتكاز العيون) وتام هوا (探花، الموهبة المُنتقاة). أول تام خوي في أسرة تران كان من نصيب: ترانج نجوين نجوين هين (Nguyễn Hiền), الذي كان عمره حينذاك اثنتي عشرة سنة فقط وبانج نهان لي فان هوو (Lê Văn Hưu) الذي أصبح فيما بعد مؤرخًا ملكيًا لأسرة تران وتام هوا دانج ما لا (Đặng Ma La). في الاختبار الذي جرى عام 1256، قسمت أسرة تران لقب ترانج نجوين إلى فئتين؛ كينه ترانج نجوين للمرشحين القادمين من المقاطعات الشمالية وتراي ترانج نجوين للمرشحين القادمين من المقاطعتين الجنوبيتين :: تانه هوا ونغي آن؛ حتى يكون لدى الطلبة القاطنين في هذه المناطق البعيدة الدافع لخوض الاختبار الملكي. ولكن هذا الفصل تم إلغاؤه عام 1275 عندما قرر الحاكم أنه لم يعد ضروريًا.
في عام 1304، قرر الإمبراطور تران آنه تونج توحيد معايير الاختبار من خلال أربع جولات مختلفة تحدث فيها تصفية للمرشحين بشكلٍ تدريجي عبر اختبارات للنصوص الكلاسيكية وتشمل: الكلاسيكيات الكونفشيوسية، وتحرير وثيقة ملكية، وأخيرًا اختبار القدرة على الجدل والتخطيط. وفي عام 1396، قرر الإمبراطور تران توان تونج التخلي عن طريقة الاختبار هذه تحت ضغطٍ من هو كوي لي (Hồ Qu Ly)، والذي استبدل الاختبار التقليدي بشكلٍ جديد كجزء من إصلاحاته الجذرية للنظام الاجتماعي والإداري. حيث قام هو كوي لي بتنظيم الاختبار الملكي عن طريق اختبار إقليمي (تي هوونج) واختبار في العاصمة (تي هوي) يتبعه في العام التالي. تضمَّن الاختبار من الدرجة الثانية أربع جولات:: كتابة أطروحة أدبية ومؤلف أدبي وتحرير وثيقة ملكية وأخيرًا كتابة مقال يُقيِّمه الإمبراطور بنفسه. وتنبغي الإشارة إلى أن الموظفين من المناصب الأدنى، يضع لهم الإمبراطور اختبارًا مختلفًا يمتحن فيه قدرتهم على الكتابة والحساب، مثلما حدث في الاختبار الذي جرى في الشهر القمري السادس من عام 1261 أثناء عهد الإمبراطور تران تانه تونج.

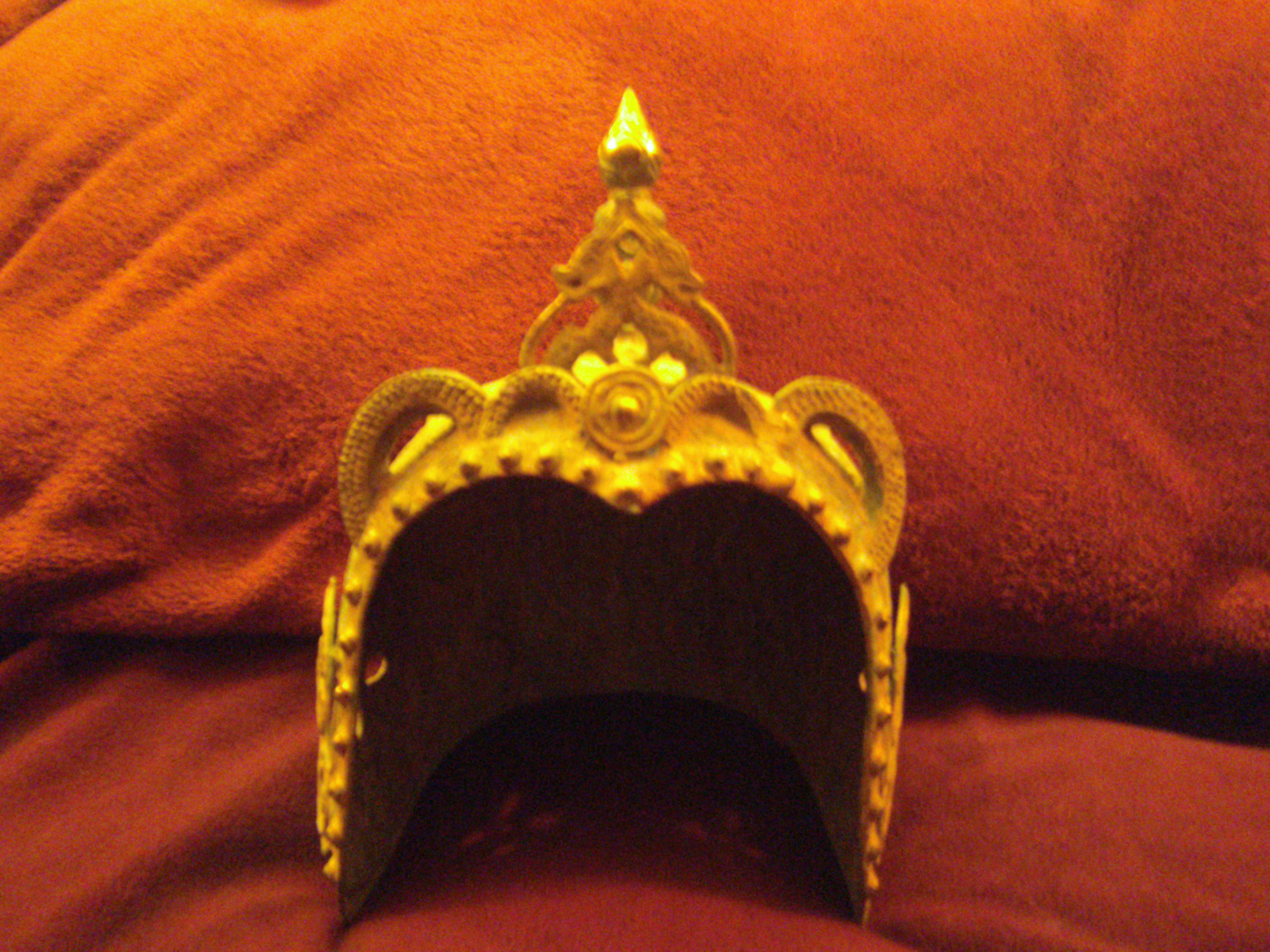
خوذة احتفالية مصنوعة من البرونز تنتمي لأسرة تران في داي-فيت

طوال السنوات المائة والخمس والسبعين لفترة حكم أسرة تران، أجرت الأسرة أربعة عشر اختبارًا ملكيًا: عشرة اختبارات رسمية وأربع مسابقات إضافية. وأصبح لاحقًا العديد من الناجحين في هذه الاختبارات موظفين بارزين في البلاط الملكي أو علماء معروفين مثل لي فان هوو (Lê Văn Hưu)، مؤلف الروايات التاريخية داي فيت سو كي، أو ماك دينه تشي (Mạc Đĩnh Chi)، الرسول الشهير لأسرة تران وحتى أسرة يوان، أو نجوين ترونج نجان (Nguyễn Trung Ngạn)، أحد أقوى موظفي الدولة خلال فترة حكم تران مينه تونج. فيما يلي القائمة الكاملة للاختبارات وبها المرشحون الذين احتلوا أول المناصب في كل امتحان:
| السنة | الإمبراطور     | المركز الأول       | ملاحظات          |
| ----- | -------------- | ------------------ | ---------------- |
| 1232  | تران تاي تونج  | ترونج هانه لوو ديم | [ 12 ]           |
| 1234  | تران تاي تونج  | نجوين كوان كوانج   | [ 100 ]          |
| 1239  | تران تاي تونج  | لوو مين فونج جيات  | [ 101 ]          |
| 1247  | تران تاي تونج  | نجوين هين          | ترانج نجوين      |
| 1256  | تران تاي تونج  | تران كوك لاك       | كينه ترانج نجوين |
| 1256  | تران تاي تونج  | ترونج كسان         | تراي ترانج نجوين |
| 1266  | تران تانه تونج | تران كو            | كينه ترانج نجوين |
| 1266  | تران تانه تونج | باخ ليو            | تراي ترانج نجوين |
| 1272  | تران تانه تونج | لي داو تاي         | ترانج نجوين      |
| 1275  | تران تانه تونج | داو تيو            | ترانج نجوين      |
| 1304  | تران آنه تونج  | ماك دينه تشي       | ترانج نجوين      |
| 1347  | تران دو تونج   | داو تسو تيش        | ترانج نجوين      |

## العلوم والتكنولوجيا والطب
يوجد دليل على استخدام موظفي أسرة تران لفلسفة فينج شوي مثلما حدث عام 1248، عندما أمر تران تو دو الكثير من أساتذة الفينج شوي بغلق العديد من الساحات في أنحاء البلاد بهدف حماية أسرة تران المُؤسسة حديثًا من خصومها. ولم يتم تسجيل الإنجازات العلمية التي حدثت خلال فترة تولي أسرة تران لعرش الإمبراطورية الفيتنامية تفصيليًا في الروايات التاريخية، على الرغم من أن عالمًا مرموقًا يُدعى دانج لو (Đặng Lộ) ذُكِر اسمه مرارًا في داي فيت سو كي توان تو. وقد قيل إن دانج لو عينه الإمبراطور مينه تونج في منصب مفتش وطني (ليم فونج سو) ولكنه كان معروفًا لاختراعه الذي يُسمى بـلونج لينه نجهي وهو نوع من ذات الحلق التي تُستخدم في القياس الفلكي. وبناءً على ملاحظاته، نجح دانج لو في إقناع الإمبراطور على تغيير التقويم عام 1339 إلى شكلٍ أفضل يناسب الفصول الزراعية في داي فيت. وكان أيضًا المركيز تران نجوين دان (Trần Nguyên Đلn)، وهو أعلى رتبةً من دانج لو في الديوان الملكي، خبيرًا في التقويم والحساب.
قبيل نهاية فترة حكم أسرة تران ظهرت تكنولوجيا البارود في التسجيلات التاريخية لداي فيت، وقد كانت السبب الذي أودى بحياة الملك تشامبا، تشي بونج نجا (Chế Bồng Nga)، بعد أن قام جنرال تران، تران خات تشان (Trần Khلt Chân)، بإطلاق النار في معركته في يناير عام 1390. طبقًا لما ذكره الباحث في جامعة سنغافورة الوطنية (NUS) صان لايشين (Sun Laichen)، فإن أسرة تران أخذت تكنولوجيا البارود عن الصين واستخدمتها بفعالية لتغيير ميزان القوى بين داي فيت وتشامبا لصالح داي فيت. ونتيجةً لذلك، أرجع صان أن الحاجة إلى النحاس لتصنيع الأسلحة النارية ربما كان سببًا آخر لإعطاء هو كوي لي الأمر بتغيير العملات النحاسية إلى نقودٍ ورقية عام 1396. لم يرضَ شعب مملكة تران ولحقه شعب مملكة هو بالتكنولوجيا المستوردة واستمروا في تحسين أسلحتهم النارية باستخدام البارود. وقد أدى تطوير تكنولوجيا داي فيت في استخدام البارود إلى تصنيع أسلحةٍ ذات جودة عالية مقارنةً بنظرائهم الصينيين. وقد اقتنت أسرة مينج هذه الأسلحة في غزو داي فيت.

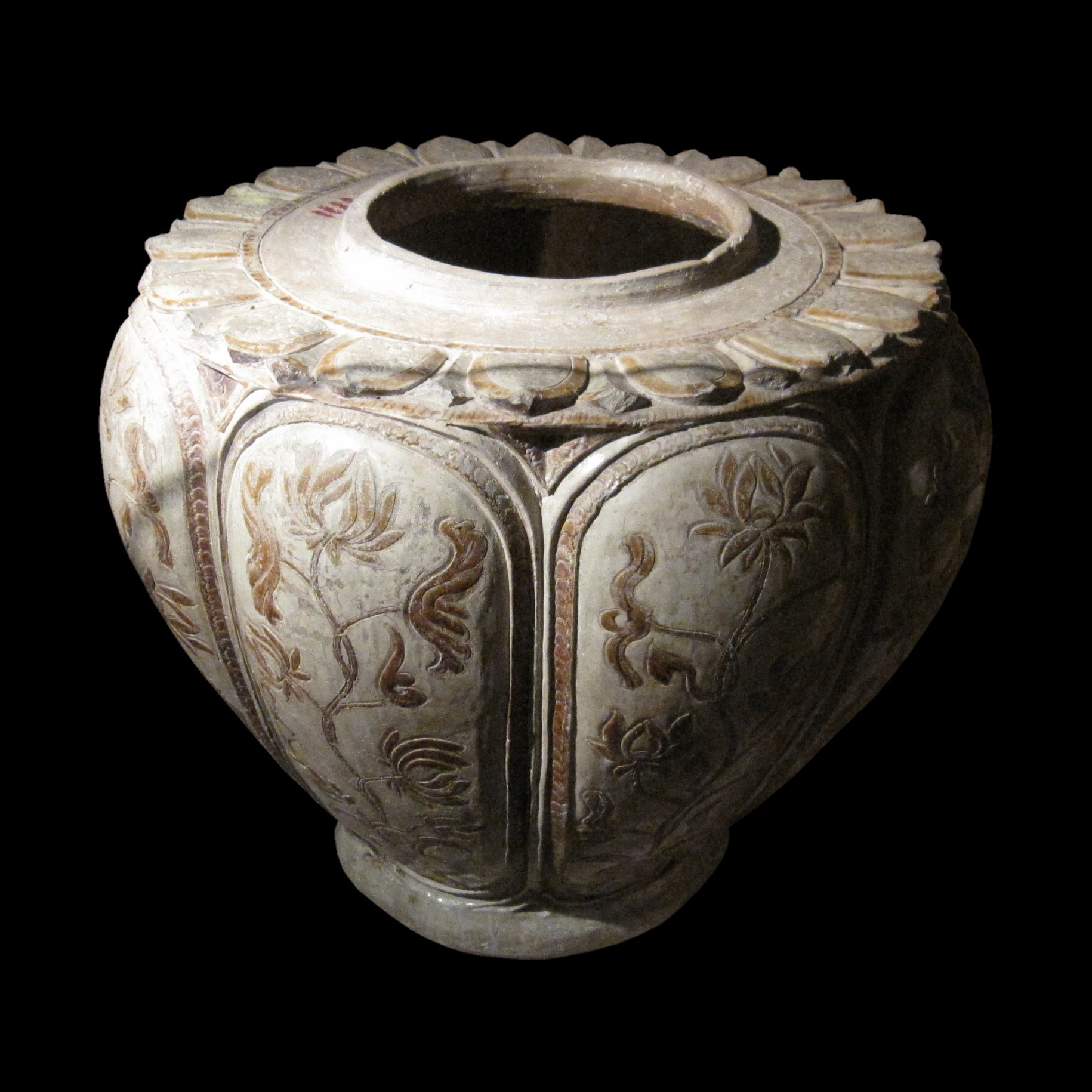
إناء خزفي مصقول ومزين بنقوشٍ بنية من رسوماتٍ لزهرة اللوتس وزهرة الذهب (الأقحوان) من مقاطعة نام دينه (القرن الثالث عشر-الرابع عشر)

أثناء فترة حكم أسرة تران، تطور الطب بشكل أفضل لِما أصبح للكونفشيوسية من دورٍ بارزٍ في المجتمع. ففي عام 1261، أصدر الإمبراطور قرارًا بإنشاء معهد الأطباء الملكيين (تاي يي فين) والذي أصبح مسؤولاً عن إدارة الطب في داي فيت، وإجراء الاختبار للأطباء الجدد وعلاج الناس في فترات انتشار الأوبئة. وفي عام 1265، قام المعهد بتوزيع حبوب دواء تُسمى هونج نجوك سونج على الفقراء، اعتقدوا أنها قادرة على علاج الكثير من الأمراض. وبجانب الأعشاب الشمالية التقليدية (توك باك)، بدأ أطباء تران أيضًا في زراعة وجمع الأعشاب الطبية الإقليمية المتنوعة (توك نام) لعلاج المدنيين والجنود على حدٍ سواء. أثناء فترة حكم الإمبراطور تران مينه تونج، كان رئيس معهد الأطباء الملكيين فام كونج بان (Phạm Công Bân) معروفًا عنه على نطاقٍ واسع أخلاقياته الطبية، وعلاجه للمرضى بغض النظر عن أنسابهم بدوائه الذي يصنعه من الأعشاب الإقليمية؛ ويُقال إن فام كونج بان قام بتجميع علاجاته في كتابٍ طبي تحت عنوان تاي يي ديش بينه (Thلi y dịch bệnh) (الأمراض بقلم الطبيب الملكي). ومن أكثر أطباء تران شهرةً في تاريخ فيتنام أيضًا الراهب تو تينه (Tuệ Tĩnh)، وهو رجل ريفي تبع خطى فام كونج بان وصاحب لقب «أبو الطب الجنوبي»؛ وذلك لوضعه لأساسيات الطب التقليدي الفيتنامي بأعماله: هونج نجهيا جياك توي تو (Hồng nghĩa giلc tư y thư) ونام دوك تان هيو (Nam dược thần hiệu). كتاب نام دوك تان هيو (Nam dược thần hiệu) عبارة عن مجموعة من المخطوطات وعددها 499 مخطوطة عن الأعشاب المحلية بالإضافة إلى 10 فروع من طرق العلاج وبها 3932 وصفة طبية لعلاج 184 نوعًا من الأمراض، بينما يمُد كتاب هونج نجهيا جياك توي تو (Hồng nghĩa giلc tư y thư) الناس بالعديد من الأدوية البسيطة سهلة الإعداد وشديدة الفعالية في نفس الوقت.